# Deungpae
De deungpae is een schild gemaakt van blauweregen en bamboe gebruikt door soldaten uit de Koreaanse Joseondynastie.
De vroegste Koreaanse beschrijving kan gevonden worden in de Muyejebo. Het gebruik van de deungpae wordt hierin uitgelegd in combinatie met het zwaard en de speer. Een soldaat kon het schild en zwaard vasthouden in zijn rechterhand, terwijl hij met zijn linkerhand de speer vasthield.